# Холмс Херберт
Холмс Хе́рберт (англ. Holmes Herbert; 30 июля 1882 — 26 декабря 1956) — английский характерный актёр, который снимался в голливудских фильмах с 1915 по 1952 год.

## Биография
Гораций Эдвард Дженнер (англ. Horace Edward Jenner) родился 30 июля 1882 года. Эмигрировал в Соединённые Штаты в 1912 году. Был первым сыном Неда Герберта, который работал актёром-комиком в британском театре. Не снялся ни в одном британском фильме, за свою карьеру в США снялся в 228 фильмах, начиная с ролей в немых фильмах и заканчивая многочисленными второстепенными ролями во многих классических голливудских фильмах эры звукового кино, в том числе «Одиссея капитана Блада» (1935), «Атака легкой кавалерии» (1936), «Жизнь Эмиля Золя» (1937), «Приключения Робин Гуда» (1938), и «Иностранный корреспондент» (1940).
Наиболее известной является его роль спутника доктора Джекила, доктора Лэньона, в фильме «Доктор Джекил и мистер Хайд» (1931), после чего он снимался преимущественно в фильмах ужасов: «The Terror» (1928), «Тринадцатый стул» (1929 и 1937), «Тайна музея восковых фигур» (1933), «Человек-невидимка» (1933), «Знак вампира» (1935), «Башня смерти» (1939), «Призрак Франкенштейна» (1942), «Бессмертный Монстр» (1942), «Проклятие мумии» и «Сын доктора Джекила» (1952). Он также играл в нескольких сериалах кинокомпании «Universal Studios» о Шерлоке Холмсе в 1940-х. Прекратил сниматься в 1952 году.
Герберт был женат три раза. Его первой женой была актриса Берил Мерсер, его вторая жена была Элинор Кершоу Инс, вдова кино магната Томаса Инса. Оба эти брака закончились разводом. Третья жена Агнес Бартоломью умерла, оставив Герберта вдовцом, в 1955 году.
Умер в 1956 году в возрасте 74 лет.

## Избранная фильмография
- 1929 — Мадам Икс — Ноэль
- 1930 — Развод
- 1931 — Доктор Джекилл и мистер Хайд
- 1938 — Приключения Шерлока Холмса
- 1939 — Частная жизнь Елизаветы и Эссекса
- 1941 — Охота на человека
- 1942 — Призрак Франкенштейна
- 1944 — Жемчужина смерти
- 1944 — Проклятие мумии
- 1947 — Сингапур